# Pittston (Maine)
Pittston – miasto w Stanach Zjednoczonych, w stanie Maine, w hrabstwie Kennebec.